# Teuthroides mimeticus
Teuthroides mimeticus är en insektsart som beskrevs av Bolívar, I. 1905. Teuthroides mimeticus ingår i släktet Teuthroides och familjen vårtbitare. Inga underarter finns listade i Catalogue of Life.